# Questão da Sebenta
Questão da Sebenta, também por vezes referida como Sebenta, Bolas e Bulas, foi a designação pela qual ficou conhecida nos meios intelectuais portugueses de finais do século XIX a polémica pública que surgiu em 1883 entre Avelino César Calisto, professor da Universidade de Coimbra, e Camilo Castelo Branco, com o envolvimento de vários intelectuais da época. 
A polémica foi provocada por uma afirmação incluída numa sebenta do professor da Universidade de Coimbra Avelino César Calisto, que num texto sobre o Marquês de Pombal, sem referir o nome, mas obviamente aludindo a um escrito de Camilo Castelo Branco sobre o mesmo tema, acusava o escritor de mercenarismo. Ao tomar conhecimento das afirmações do professor, o profissional das letras escreveu-lhe uma carta para confirmar se as acusações lhe eram dirigidas. 
Quando César Calisto não respondeu, Camilo Castelo Branco publicou um folheto intitulado Notas à Sebenta do Dr. Avelino César Calisto. Estava iniciada a Questão da Sebenta, que se prolongou com réplicas e tréplicas diversas e com a intervenção de outros intelectuais, com destaque para José Maria Rodrigues, ao tempo ainda estudante em Coimbra.
Os textos mais representativos da polémica encontram-se reunidos em volume sob o título de Questão da Sebenta